# Catenariaceae
Catenariaceae är en familj av svampar. Enligt Catalogue of Life ingår Catenariaceae i ordningen Blastocladiales, klassen Blastocladiomycetes, divisionen Blastocladiomycota och riket svampar, men enligt Dyntaxa är tillhörigheten istället ordningen Blastocladiales, klassen Chytridiomycetes, divisionen pisksvampar och riket svampar.
|               | Physodermataceae                                                                           |
|               |                                                                                            |
|               | Coelomomycetaceae                                                                          |
|               |                                                                                            |
|               | Blastocladiaceae                                                                           |
|               |                                                                                            |
| Catenariaceae | \| \| Catenophlyctis \| \| \| \| \| \| Catenaria \| \| \| \| \| \| Catenomyces \| \| \| \| |
|               | \| \| Catenophlyctis \| \| \| \| \| \| Catenaria \| \| \| \| \| \| Catenomyces \| \| \| \| |
|               | Sorochytriaceae                                                                            |
|               |                                                                                            |
|               | Coelomycidium                                                                              |
|               |                                                                                            |
|               | Catenophlyctis                                                                             |
|               |                                                                                            |
|               | Catenaria                                                                                  |
|               |                                                                                            |
|               | Catenomyces                                                                                |
|               |                                                                                            |

|  | Catenophlyctis |
|  |                |
|  | Catenaria      |
|  |                |
|  | Catenomyces    |
|  |                |